# Ливингстон, Александр, 1-й граф Линлитгоу
Александр Ливингстон, 1-й граф Линлитгоу (англ. Alexander Livingstone, 1st Earl of Linlithgow; умер 24 декабря 1621 года) — шотландский дворянин, придворный и политик. Его женой была Эленор Хэй, графиня Линлитгоу, которая была королевской наставницей.

## Ранняя жизнь
Старший сын Уильяма Ливингстона, 6-го лорда Ливингстона (? — 1592), от его жены Агнес Флеминг (1535—1597), второй дочери Малькольма Флеминга, 3-го лорда Флеминга. Среди его братьев и сестер были Джин Ливингстон (? — 1621), которая вышла замуж за Александра Эльфинстона, 4-го лорда Эльфинстона (1552—1638), казначея Шотландии, и Маргарет Ливингстон (? — 1622), которая вышла замуж за Льюиса Беллендена (1552—1591) и Патрика Стюарта, 2-го графа Оркнейского (ок. 1566—1615).
Он поддерживал фракцию Марии Стюарт, королевы Шотландии, и при взятии замка Дамбартон 2 мая 1571 года был взят в плен, но, похоже, вскоре после этого был освобожден.

## Карьера
После того как 22 мая 1574 года его отец подчинился регенту Мортону, Александр Ливингстон был освобожден от обязательств, которые он заключил для освобождения Калленда-хауса. В сентябре 1579 года он сопровождал короля Шотландии Якова VI Стюарта из Стерлинга в Эдинбург по случаю его королевского въезда, а 24 сентября 1580 года был назначен джентльменом королевской спальни.
Александр Ливингстон был членом суда присяжных по делу графа Мортона в 1581 году. Он оставался верным сторонником Эсме Стюарт, 1-го герцога Леннокса. Когда герцог должен был выехать из Эдинбурга 5 сентября 1582 года, Александр Ливингстон сопровождал его на запад, в Глазго, и он также был связан с заговором герцога 30 ноября с целью захвата Эдинбурга. Когда герцог уехал во Францию 20 декабря следующего года, Александр Ливингстон сопровождал его, но после смерти герцога 26 мая 1583 года он вернулся в Шотландию. За его оперативные действия по захвату замка Стерлинг 22 апреля 1584 года, после того как он был освобожден после рейда Рутвена, было объявлено, что он сослужил хорошую службу.

## Лорд Ливингстон
Александр Ливингстон сменил своего отца на посту лорда Ливингстона в 1592 году. Хотя он вполне мог быть замешан в переговорах с Испанией, 31 октября 1593 года он был назначен членом комиссии по судебному разбирательству над графами Ангусом, Хантли и Эрроллом за такое же изменническое поведение в испанском заговоре бланков; и 26 ноября он подписал акт об отмене в их пользу. 18 января 1594 года он был назначен комиссаром по налогообложению, а в мае 1594 года был избран лордом статей.
При крещении принца Генри 23 августа 1594 года Александр Ливингстон нес полотенце. В ноябре 1596 года забота о принцессе Елизавете была поручена ему и его жене Хелен Ливингстон, графине Линлитгоу, что вызвало продолжающиеся споры, поскольку она была католичкой. Он был избран одним из членов шотландского Тайного совета при его воссоздании в декабре 1598 года. В марте 1600 года у него была хартия novo damus баронства Каллендар, в которой город Фолкерк был возведен в свободное баронство.

## Граф Линлитгоу
25 декабря 1600 года Александр Ливингстон был, по случаю крещения принца Чарльза, получил от шотландского короля Якова VI титулы 1-го графа Линлитгоу, 1-го лорда Ливингстона и Каллендара . Он и леди Ливингстон оставались опекунами принцессы Елизаветы до отъезда короля Якова в Лондон в 1603 году, а после того, как принцесса была возвращена королю в Виндзоре, был принят закон, освобождающий их от своих обязанностей.
В июле 1604 года граф был назначен одним из уполномоченных по союзу с Англией. В 1621 году он проголосовал через своего прокурора против Пертских пяти статей.

## Личная жизнь
26 января 1583 года Александр Ливингстон женился на леди Хелен (Элеонор) Хэй (ок. 1552—1627). Она была старшей дочерью Эндрю Хэя, 8-го графа Эрролла, и его первой жены (и двоюродной сестры), леди Джин Хэй (единственный ребенок Уильяма Хэя, 6-го графа Эрролла). У супругов было три сына и две дочери:
- Джон Ливингстон, мастер Ливингстон, который умер неженатым.
- Александр Ливингстон, 2-й граф Линлитгоу (? — 1648), который женился на леди Элизабет Гордон, второй дочери Джорджа Гордона, 1-го маркиза Хантли и леди Генриетты Стюарт (старшей дочери Эсме Стюарт, 1-го герцога Леннокса)[2].
- Джеймс Ливингстон, 1-й граф Каллендар (? — 1674), который женился на достопочтенной Маргарет Сетон, вдове Александра Сетона, 1-го графа Данфермлина, которая была единственной дочерью Джеймса Хэя, 7-го лорда Хэя из Йестера и леди Маргарет Керр (третья дочь Марка Керра, 1-го графа Лотиана)[6].
- Энн Ливингстон (? — 1632), которая вышла замуж за Александра Монтгомери, 6-го графа Эглинтона (1588—1661)[7].
- Маргарет Ливингстон (? — 1651), которая вышла замуж за Джона Флеминга, 2-го графа Уигтауна (1589—1650)[8].

1-й граф Линлитгоу скончался 24 декабря 1621 года в Каллендар-хаусе, и его титулы унаследовал его старший выживший сын Александр.